# Regius Professor of Astronomy (Glasgow)
Der Regius Professor of Astronomy ist eine von König Georg III. gestiftete Regius Professur der University of Glasgow. Er wurde 1760 als Professor for Practical Astronomy gegründet und 1893 auf Beschluss der Universities Commission umbenannt.
Neben dieser Professur gibt es eine weitere Regius Professur für Astronomie an der University of Edinburgh, die von 1834 bis 1990 mit dem Titel Astronomer Royal for Scotland einherging.

## Geschichte
Der erste Inhaber der Professur war der schottische Astronom Alexander Wilson, der auch Gründungsmitglied der Royal Society of Edinburgh war. Seine Theorie eines rotierenden Universums wurde später für Galaxien bestätigt, aber nicht für das gesamte Universum. Er entdeckte, dass Sonnenflecken am Rand der Sonnenscheibe als Vertiefung in der Sonne erschienen. Der Effekt wird nach ihm als Wilson-Effekt bezeichnet. Da in dieser Zeit nicht erwartet wurde, dass der Regius Professor auch selbst lehrte, beschäftigte Wilson ab 1782 seinen zweiten Sohn Patrick als Dozent und geplanten Nachfolger. Die Entscheidung wurde von der Universität mitgetragen, aber nicht von der Krone. 1784 gab die Krone schließlich nach und Patrick wurde Regius Professor.
Auf Patrick folgte William Meikleham 1799. Dieser trat jedoch schon 1803 zurück um die Professur für Naturphilosophie in Glasgow anzunehmen. Sein Nachfolger, John Couper, war vormalig als Diakon von Baldernock tätig. Er hielt die Professur bis zu seinem Tod am 7. Januar 1836. Der neue Regius Professor war John Nichol. Nichol popularisierte Astronomie und leitete die Anstrengungen des Instituts, eine Sternwarte auf Horslethill zu errichten, verursachte aber gleichzeitig durch seine schwachen Anstrengungen in der Buchhaltung große Probleme. Das Observatorium wurde von der Universität 1845 übernommen. Nichol war für seinen inspirierenden Stil nicht nur unter den Studenten, sondern auch in der allgemeinen Öffentlichkeit bekannt, und der lehrte auch für zwei Jahre Naturphilosophie, während einer längeren Krankheit von Meikleham, seinem mittelbaren Vorgänger auf dem Stuhl. Einer seiner Studenten in dieser Zeit war William Thomson, der spätere Baron Kelvin.
Nach dem Tod Nichols 1859 folgte Robert Grant, der 1883 mit Finanzierung durch die Regierung sein Catalogue of 6,415 Stars for the Epoch 1870 veröffentlichte. Nach dessen Tod 1892 folgte mit dem aus Bonn stammenden Ludwig Becker der erste nicht-britische Astronom. Becker war 1885 nach Schottland gezogen, um die Leitung des Observatoriums von Dunecht in Aberdeenshire zu übernehmen. Becker war bei seinen Studenten so populär, dass man glaubte, dass er in dieser Zeit die best-besuchten Astronomievorlesungen in Großbritannien abhielt. Becker zog sich 1935 von der Professur zurück.
1937 wurde William Smart zum Nachfolger Beckers bestimmt. Er hatte zuvor als John Couch Adams Astronom an der University of Cambridge gearbeitet. Er schrieb über zwanzig Bücher und war von 1949 bis 1951 Präsident der Royal Astronomical Society. Sein Rückzug 1959 ebnete den Weg für Peter Sweet, den früheren stellvertretenden Direktor des University of London Observatory. Unter seiner Leitung wurde die Astronomie-Fachschaft erheblich erweitert und eine neue Adresse in der Garscube Street bezogen.
Als Sweet 1982 in den Ruhestand ging, wurden die Fachschaften für Astronomie und für Naturphilosophie verschmolzen. John Campbell Brown übernahm die Professur für Astrophysik aber die Regius Professur wurde nicht besetzt. 1995 wurde Brown zum Astronomer Royal for Scotland ernannt und 1996 schließlich doch zum Regius Professor of Astronomy.
2010 feierte die Universität den 250. Jahrestag der Gründung mit einer Woche öffentlicher Vorlesungen und einer Ausstellung zum ersten Amtsinhaber Alexander Wilson im Hunterian Museum.

## Liste der Regius Professor of Astronomy
| Name                   | Namenszusatz | von  | bis           | Anmerkungen |
| ---------------------- | ------------ | ---- | ------------- | --- |
| Alexander Wilson       | LL.D.        | 1760 | 1784          | |
| Patrick Wilson         | LL.D.        | 1784 | 1799          | |
| William Meikleham      | LL.D.        | 1799 | 1803          | |
| James Couper           | D.D.         | 1803 | 7. Jan. 1836  | Couper übernahm zwar die Professur, aber die Lehre interessierte ihn nicht sehr. Zwar gab er Anfangs noch einige Vorlesungen, die später aber „aus Mangel an Interesse“ ausfielen. Stattdessen sorgte Couper dafür, dass das Hunterian Museum, als dessen Keeper er wirkte erweitert wurde und kümmerte sich um die Bibliothek, der er ebenfalls vorstand. Seine Pflichten als Keeper des Museums teilte er erst mit seinem ältesten Sohn, James, und später mit seinem zweiten Sohn, William Couper, dem er später noch den Lehrstuhl des Regius Professor of Natural History verschaffte. Immerhin hielt er die vorhandenen Instrumente in einem arbeitsfähigen Zustand und lehrte auch einige Klassen. |
| John Pringle Nichol    | LL.D.        | 1836 | 1859          | Nichols Sohn, John, wurde 1861 erster Regius Professor of English Language and Literature an der University of Glasgow. |
| Robert Grant           |              | 1859 | 1892          | |
| Ludwig Becker          |              | 1893 | 1935          | |
| William Marshall Smart |              | 1937 | 30. Sep. 1959 | |
| Peter Alan Sweet       | M.A., Ph.D.  | 1959 | 1982          | |
| John Campbell Brown    |              | 1996 | heute         | |